# Capoeta tinca
Capoeta tinca är en fiskart som först beskrevs av Heckel, 1843.  Capoeta tinca ingår i släktet Capoeta och familjen karpfiskar. Inga underarter finns listade.